# EMVISESA
La Empresa Municipal de Vivienda, Suelo y Equipamiento de Sevilla, S.A., más conocida como EMVISESA, es la empresa pública encargada de facilitar el acceso a la vivienda a las personas y familias cuyos niveles de renta bajos o moderados suponen un grave impedimento para tal fin, dados el nivel de precios del mercado libre y el déficit de oferta de vivienda protegida, en cumplimiento de un principio básico de la Constitución Española y atendiendo la demanda de vivienda protegida no cubierta por la oferta privada. Fue constituida por el Ayuntamiento de Sevilla el 8 de mayo de 1987, dando continuidad al servicio prestado hasta entonces por el Patronato Municipal de la Vivienda de Sevilla.
Forma parte junto a EMASESA, TUSSAM y LIPASAM de la CEMS (Corporación de Empresas Municipales de Sevilla) creada por el Ayuntamiento de Sevilla para la mejora de los servicios públicos municipales, así como para potenciar las sinergias que con ellos se producen.

## Historia
El Patronato Municipal de Casas Baratas se constituyó el 24 de mayo de 1918 a instancias del entonces alcalde de Sevilla, Pedro Rodríguez de la Borbolla,  para dar solución al “problema de la vivienda obrera” que en Sevilla constituía motivo de preocupación preferente, debido a la gravedad que  revestía y en el que incidían tanto el elevado precio de los alquileres como el aumento demográfico y/o la falta de habitaciones.
El Patronato se constituyó con carácter benéfico y se convirtió en un instrumento operativo de la Corporación para desarrollar su política de vivienda. Poseía competencias mucho más amplias que las que en su día se le otorgaron a la Junta de encargada de la construcción de casas para obreros y asoció en el proyecto a las entidades y fuerzas vivas de la capital con representación en la  esfera socioeconómica de la ciudad.
El Patronato promovió un total de 8.336 viviendas, llevando a cabo una importante labor social en la ciudad de Sevilla.
Posteriormente, el 12 de mayo de 1987 se constituyó la Empresa Municipal de la Vivienda de Sevilla, S.A. (EMVISESA), en ejecución del acuerdo del Excmo. Ayuntamiento Pleno, de fecha 8 de mayo de 1987, como continuadora de la gestión del Patronato Municipal de la Vivienda.
El Capital Social de EMVISESA quedó integrado por la totalidad del Patrimonio especial afecto hasta dicha fecha a los fines del Patronato, que se transfirió como tal unidad independiente a EMVISESA como capital fundacional de la misma.

## Objeto social y Estatutos
Tal y como recogen sus estatutos,   el objeto social de EMVISESA es la promoción y construcción de viviendas y otros inmuebles, con algún régimen de protección, de promoción pública, de titularidad municipal o de libre promoción, así como la gestión del aprovechamiento lucrativo de terrenos municipales, incluidos los suelos industriales, comerciales y los destinados a equipamientos,  y  de  los  aprovechamientos  resultantes  del  planeamiento urbanístico y en general la realización de toda clase de actuaciones  que  le  correspondan  como  sociedad  de  gestión, como agente urbanizador en los términos establecidos en la legislación urbanística y, en su caso, como gestor de terrenos integrantes del Patrimonio Municipal de Suelo, incluyendo todas las facultades que la legislación contemple.

### Órganos de gobierno
La Junta General está constituida por la Corporación en pleno del Excelentísimo Ayuntamiento de Sevilla, cuando es convocada expresamente con tal carácter, siendo el supremo órgano deliberante de la Sociedad.
El Presidente de la Junta General es el Alcalde titular o en funciones; el Secretario de la misma el titular de la Corporación Municipal o quién reglamentariamente le sustituya. Asisten a la Junta General, con voz y sin voto, los miembros del Consejo que no forman parte de la misma, así como el Director Gerente y el Secretario o, en su caso, Vicesecretario del Consejo de Administración de la Empresa.
El Consejo de Administración, estará integrado por un mínimo de 3 y un máximo de 9 consejeros, a elección de la Junta General.
Además tienen derecho de asistencia, con voz y sin voto, el Secretario General del Ayuntamiento, el Interventor General de la Corporación, el Director Gerente de EMVISESA y el Secretario o Vicesecretario del Consejo de Administración.
Conforme a la normativa legal y el convenio colectivo aplicables, asiste con voz y sin voto un representante del Comité de Empresa.
De acuerdo con lo que dispone el artículo 249 de la Ley de Sociedades de Capital, y demás normativa aplicable, el Consejo de Administración tiene designada en su seno una Comisión Ejecutiva compuesta por la Presidenta, el vicepresidente y un Vocal miembro del Consejo de Administración. Asimismo asisten con voz y sin voto, el Secretario General de la Corporación, el Interventor de Fondos de la misma, el Director Gerente y el Vicesecretario del Consejo.
La Comisión Ejecutiva ejerce en su delegación las facultades del Consejo de Administración, a excepción de las siguientes:
1. La rendición de cuentas y la presentación de balances a la Junta General.
2. Las actuaciones necesarias para proponer el cambio de la forma social u otras modificaciones estatutarias.
3. Aquellas facultades que la Junta General conceda al Consejo de Administración, salvo que medie autorización expresa para delegar.
4. La propuesta y justificación de la modificación de capital, la exclusión del derecho de suscripción preferente, la distribución de cantidades a cuenta de dividendos y, en general, aquellas materias que estén estrechamente vinculadas al deber de contabilidad de los administradores.
5. Las cuestiones relativas a disciplina del personal que no se atribuyan al Director Gerente.

Para la válida constitución será necesaria la convocatoria de sus miembros y que asistan dos de ellos presentes o representados, en los términos previstos para el Consejo de Administración.
La Comisión Ejecutiva adoptará sus acuerdos por mayoría absoluta de votos, decidiendo el del Presidente, o quien haga sus veces, en caso de empate.
Director-Gerente:
Se trata del principal cargo ejecutivo de la empresa, a quien corresponde la dirección inmediata de los asuntos sociales y del personal de EMVISESA, dentro de las directrices superiores emanadas del Consejo o sus órganos delegados.

## Actuaciones
A lo largo de toda su historia, el Ayuntamiento de Sevilla ha promovido a través del Patronato Municipal de la Vivienda y EMVISESA 22 000 viviendas protegidas, tanto en venta como en régimen de alquiler, en más de 150 promociones localizadas en distintos barrios de la ciudad de Sevilla. El parque de viviendas en alquiler de Emvisesa supera las 3000 viviendas.
Teniendo en cuenta que el censo de población y Viviendas 2011 publicado por el INE establece que el número medio de habitantes por viviendas se sitúa en 2,58 personas, podemos decir que EMVISESA ha facilitado el acceso a la vivienda a una población cercana a los 60.000 habitantes
Junto a las promociones de viviendas, EMVISESA ha construido mediante “encomiendas de gestión” del Ayuntamiento de Sevilla, diversos equipamientos públicos en la ciudad de Sevilla, incluyendo centros de salud, centros deportivos, colegios, cibercentros, centros de formación o el desdoblamiento de la carretera de Brenes.

## OMDV
La Oficina Municipal por el Derecho a la Vivienda (OMDV) es el lugar donde el Ayuntamiento de Sevilla, a través de EMVISESA, presta un servicio de atención directa e integral a la ciudadanía en todos aquellos aspectos relacionados con las necesidades de vivienda y las situaciones de pérdida de la misma.
La OMDV cuenta con personal de formación especializada para realizar un servicio de análisis y asesoramiento completo, actuando en materia de prevención, mediación y protección ciudadana, intermediación con los juzgados en materia de desahucios así como en los aspectos sociales, económicos, técnicos, jurídicos y de defensa del ciudadano que sean necesarios.
La OMDV se encuentra en el número 5 de la avenida de San Jerónimo (41015, Sevilla).

## Viviendas protegidas y Registro Público Municipal de Demandantes
EMVISESA adjudica sus viviendas de acuerdo con la normativa estatal y autonómica.
Las viviendas protegidas de EMVISESA, así como las de otros promotores públicos o privados de Sevilla, se adjudican a través del Registro Público Municipal de Demandantes de Vivienda Protegida de Sevilla, garantizando los principios de publicidad, igualdad y concurrencia.
Para optar a una vivienda protegida en Sevilla es requisito indispensable estar inscrito en el Registro de Demandantes y cumplir las condiciones establecidas.
El Registro de Demandantes se encuentra en el número 5 de la avenida de San Jerónimo (41015, Sevilla).